# Крейг Ларсен
Крейг Ларсен (на английски: Craig Larsen) е американски юрист и писател на произведения в жанра трилър и исторически роман.

## Биография и творчество
Крейг Ларсен е роден през 1963 г. в Сан Франциско, Калифорния, САЩ. Баща му има датски произход. Израства в Гана в Западна Африка и в Сейнт Луис. Следва английска филология в Калифорнийския университет в Бъркли, където дипломната му работа е за творчеството на Джон Милтън, а после завършва право в юридическото училище на Колумбийския университет. Живее и работи на различни места в САЩ и Европа.
Първият му роман „Мания“ е издаден през 2009 г. Психологически трилър представя историята на сиатълският репортер Ник Уайлдър, който прави ужасяващи снимки на убийства за черната хроника на вестник „Телеграф“. В един момент открива, че действията на серийния убиец, наречен „Уличният касапин“ засягат пряко и него.
Вторият му роман, The Second Winter (Втората зима), от 2016 г. е разказ за борбата на едно датско семейство да оцелее по време на нацистката окупация на Дания, за оцеляването и бягството на младата полякиня Полина от Краков, чието семейство е изпратено в концентрационен лагер, а тя е принудена да проституира от нацистите, за спасяването на евреите от Холокоста.
Ларсен е член на Асоциацията на писателите на трилъри на Америка и на Асоциацията на международните писатели на трилъри.
Крейг Ларсен е самотен баща и живее със семейството си в Северна Калифорния.

## Произведения

### Самостоятелни романи
- Mania (2009)[1]
Мания, изд. „Панорама груп“ (2009), прев. Михаил Конярски
- The Second Winter (2016)[2]